# Diamond Tour
El Diamond Tour, conegut també com a Flanders Diamond Tour és una cursa ciclista femenina d'un dia que es disputa anualment als voltants de Nijlen, a Bèlgica.

## Palmarès
| Any  | Vencedora           | Segona                | Tercera               |         |
| ---- | ------------------- | --------------------- | --------------------- | ------- |
| 2014 | Jolien D'Hoore      | Beatrice Bartelloni   | Kelly Druyts          |         |
| 2015 | Jolien D'Hoore      | Kelly Druyts          | Lisa Brennauer        |         |
| 2016 | Jolien D'Hoore      | Christine Majerus     | Monique van de Ree    |         |
| 2017 | Nina Kessler        | Monique van de Ree    | Chiara Consonni       |         |
| 2018 | Janine van der Meer | Kathrin Schweinberger | Chiara Consonni       |         |
| 2019 | Lorena Wiebes       | Elisa Balsamo         | Lotte Kopecky         |         |
| 2020 | suspesa             | suspesa               | suspesa               | suspesa |
| 2021 | Lorena Wiebes       | Chiara Consonni       | Amber van der Hulst   |         |
| 2022 | Chiara Consonni     | Marthe Truyen         | Georgia Danford       |         |
| 2023 | Julie De Wilde      | Kathrin Schweinberger | Katrijn De Clercq     |         |
| 2024 | Chiara Consonni     | Anniina Ahtosalo      | Kathrin Schweinberger |         |
| 2025 |                     |                       |                       |         |